# Goniocalpe heteromorpha
Goniocalpe heteromorpha är en fjärilsart som beskrevs av George Francis Hampson 1920. Goniocalpe heteromorpha ingår i släktet Goniocalpe och familjen trågspinnare. Inga underarter finns listade i Catalogue of Life.